# Вербовка (Оратовская поселковая община)
Вербовка (укр. Вербівка) — село на Украине, находится в Винницком районе Винницкой области. Расположено на обоих берегах реки Роська (приток Роси), в 20 км северо-западнее пгт Оратов.
Код КОАТУУ — 0523185002. Население по переписи 2001 года составляет 430 человек. Почтовый индекс — 22616. Телефонный код — 4330. Занимает площадь 1,619 км².
В селе находится ботанический памятник природы местного значения Вербовский парк.

## Местная власть
22600, Винницкая область, Винницкий р-н, пгт Оратов, ул. Парковая, 14

## Галерея

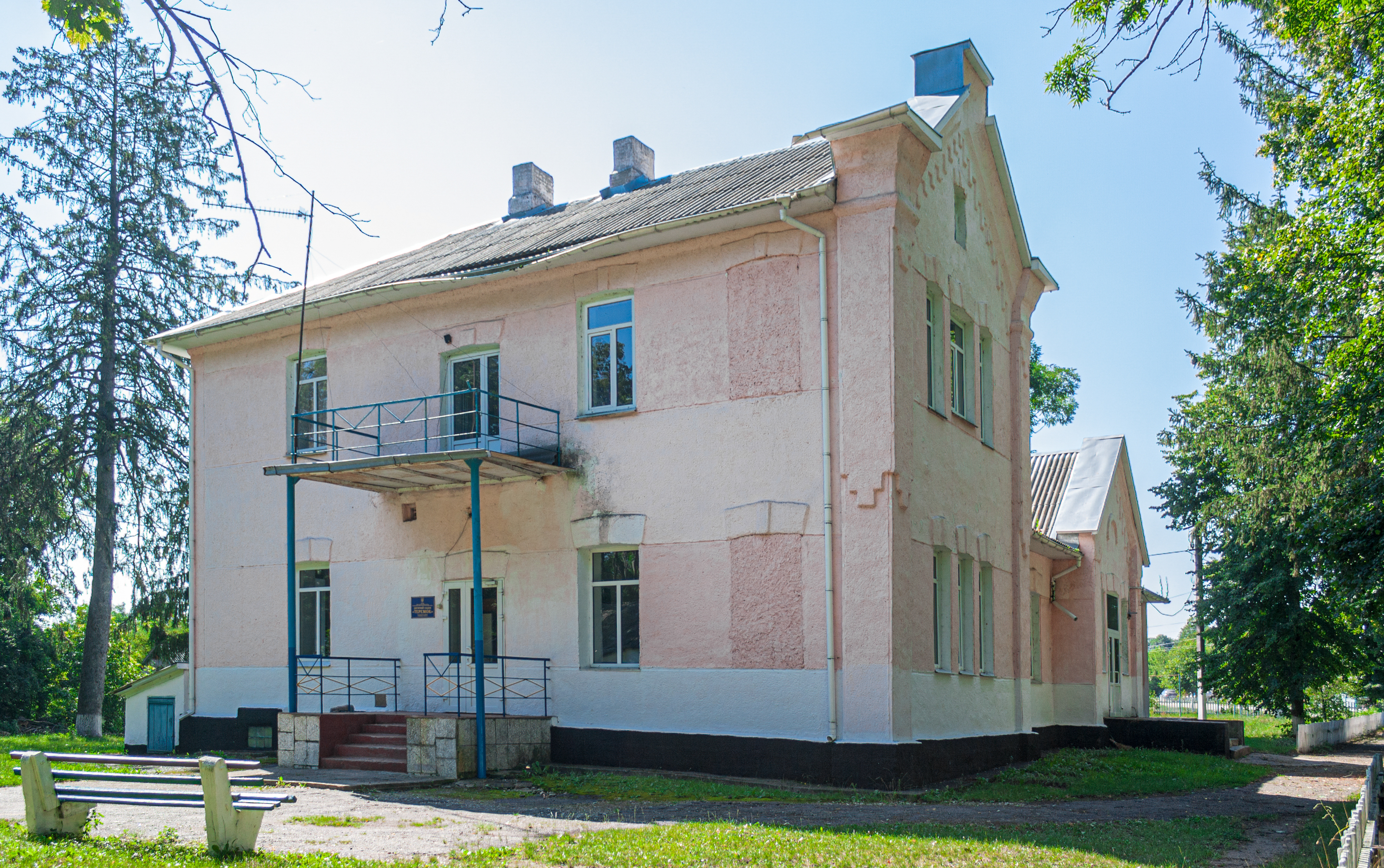
Детсад (бывшая панская усадьба XIX в.)
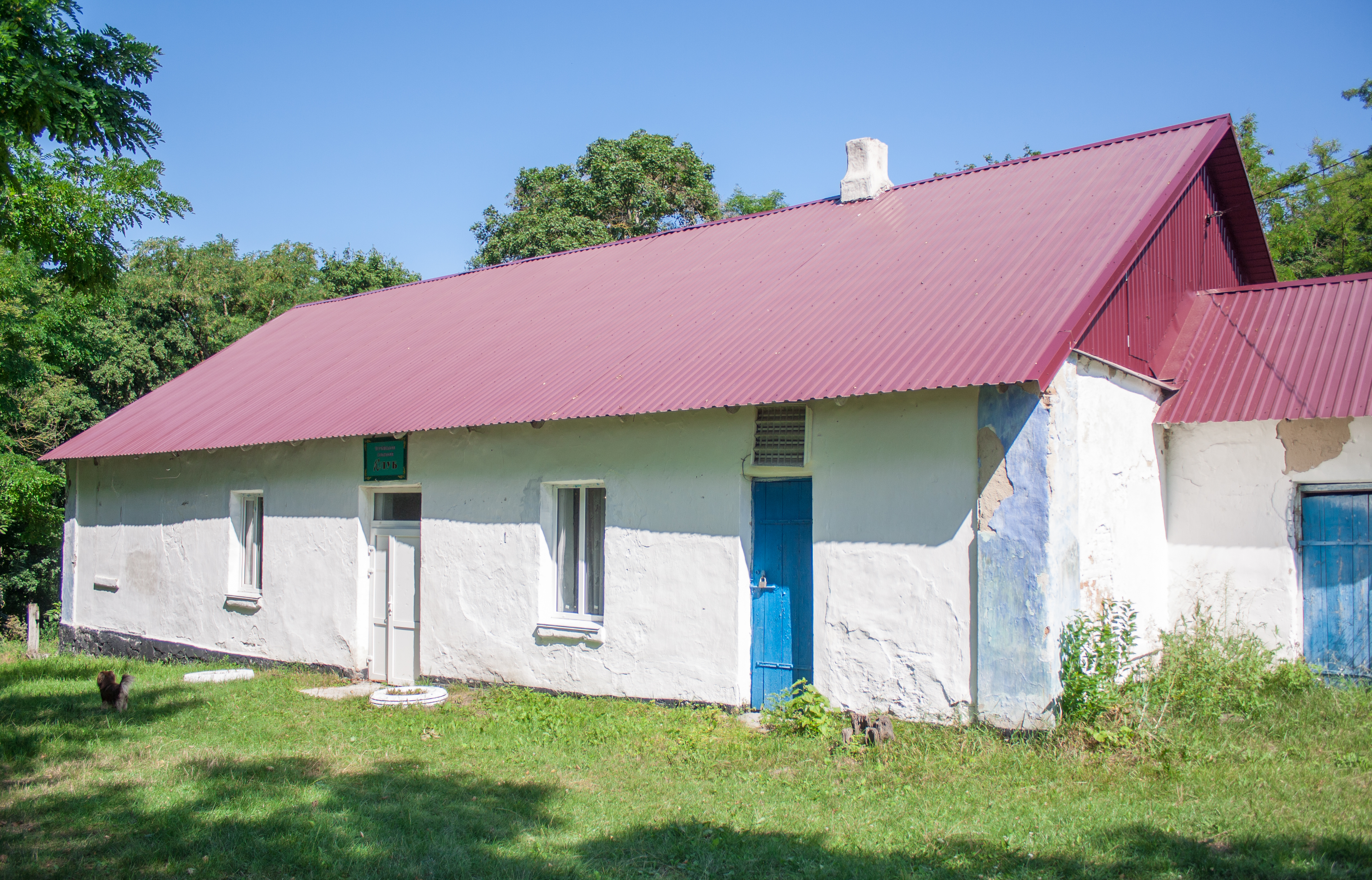
Клуб
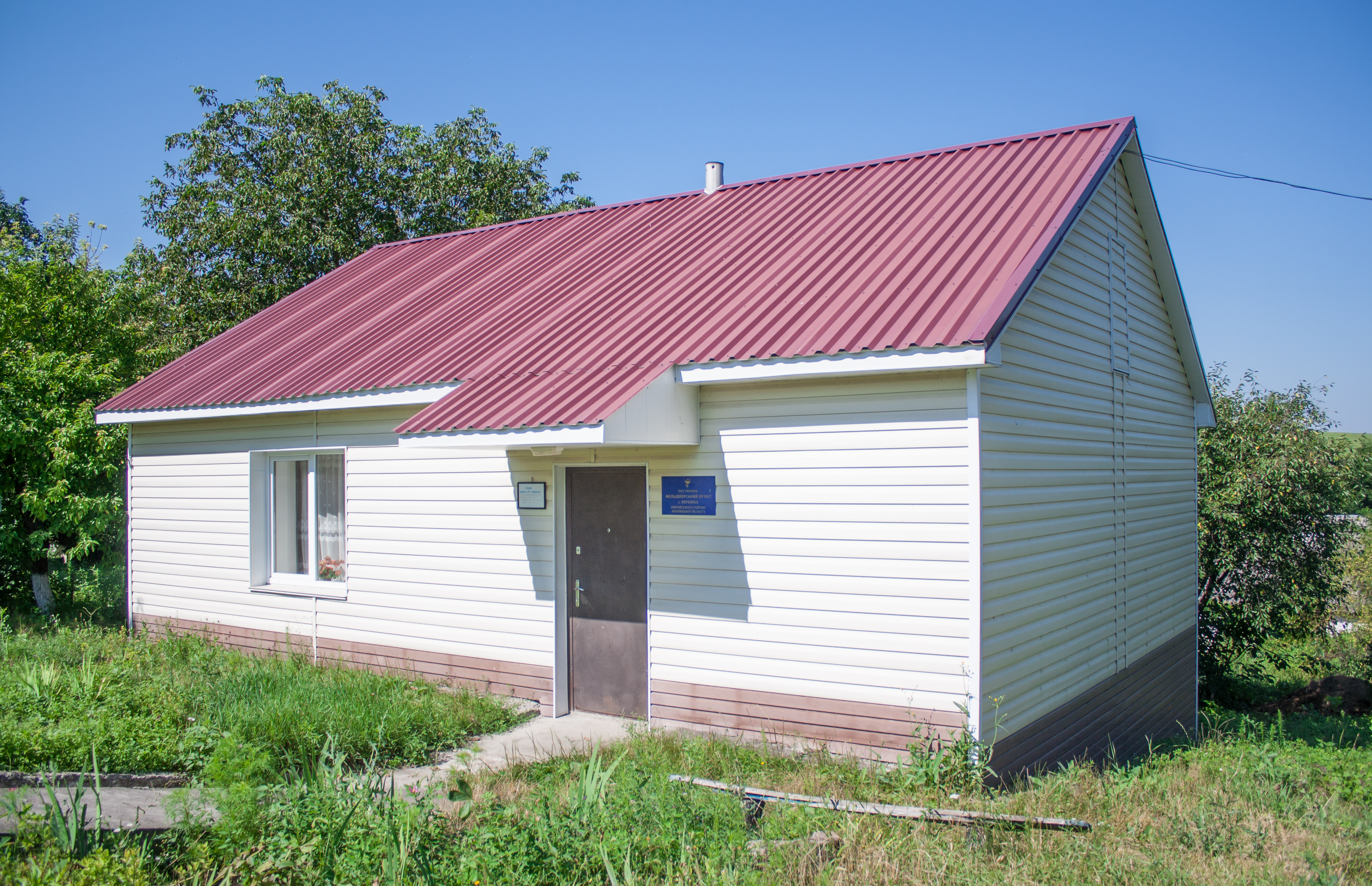
Фельдшерский пункт
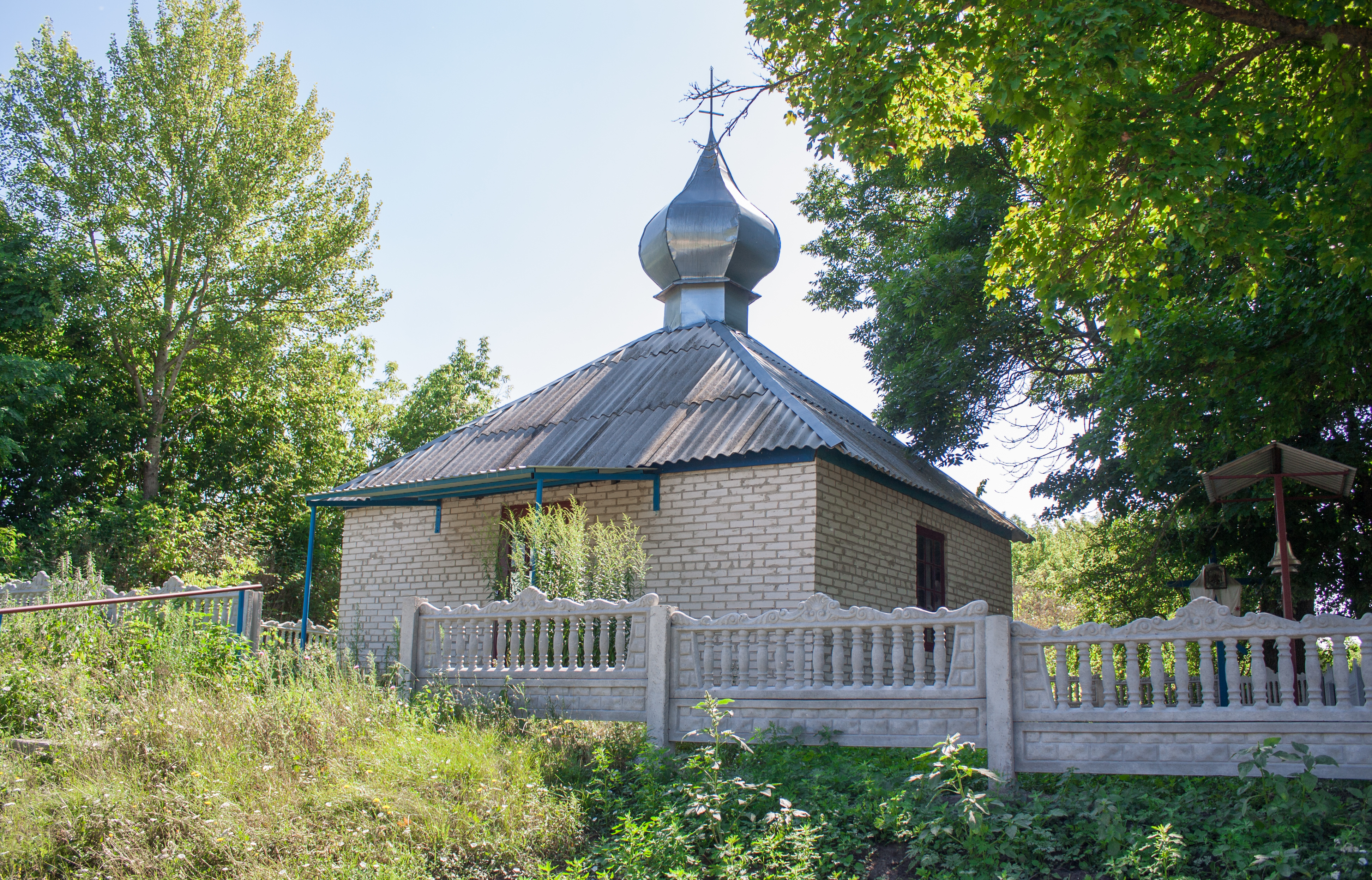
Церковь
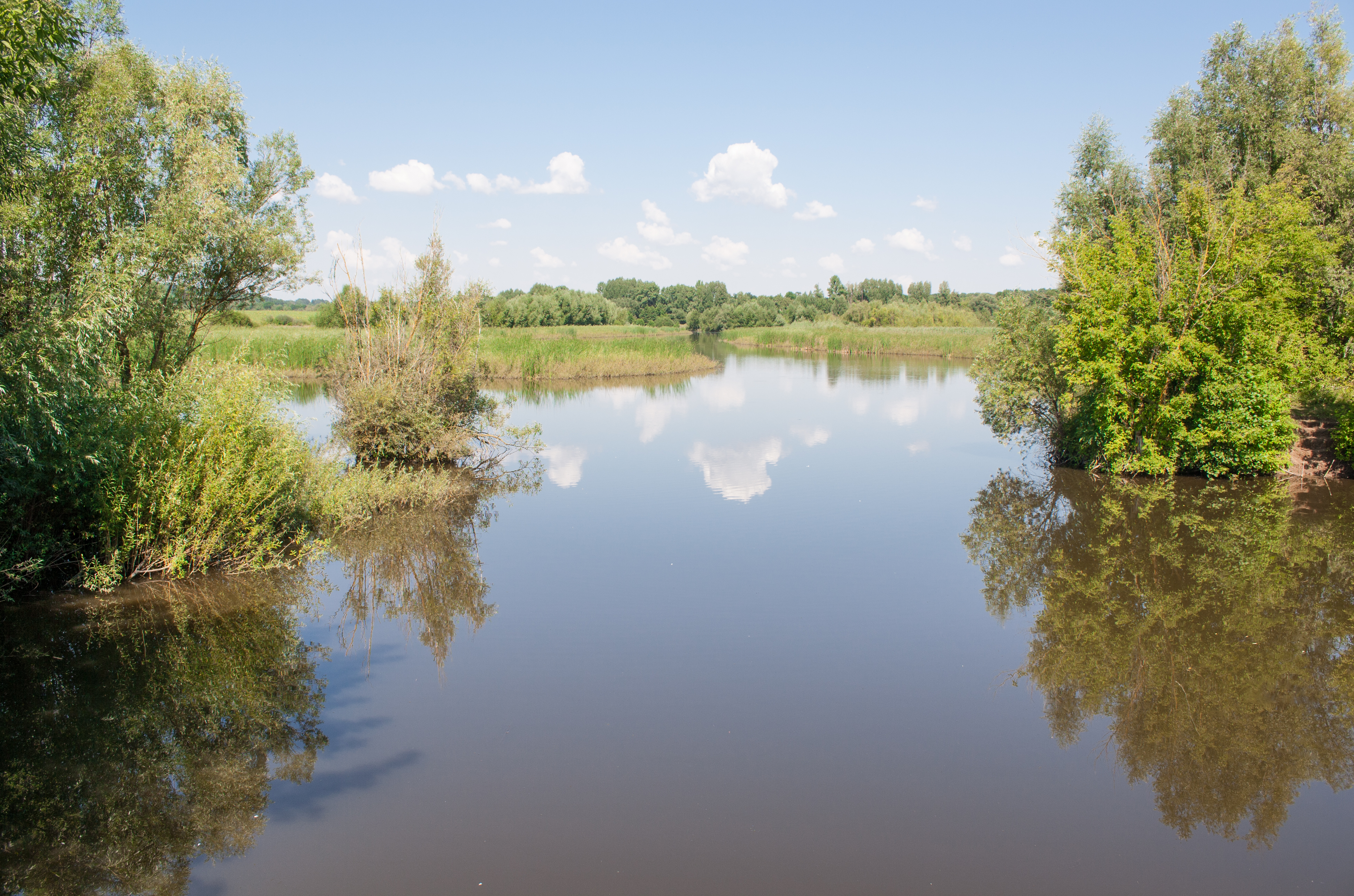
Река Роська
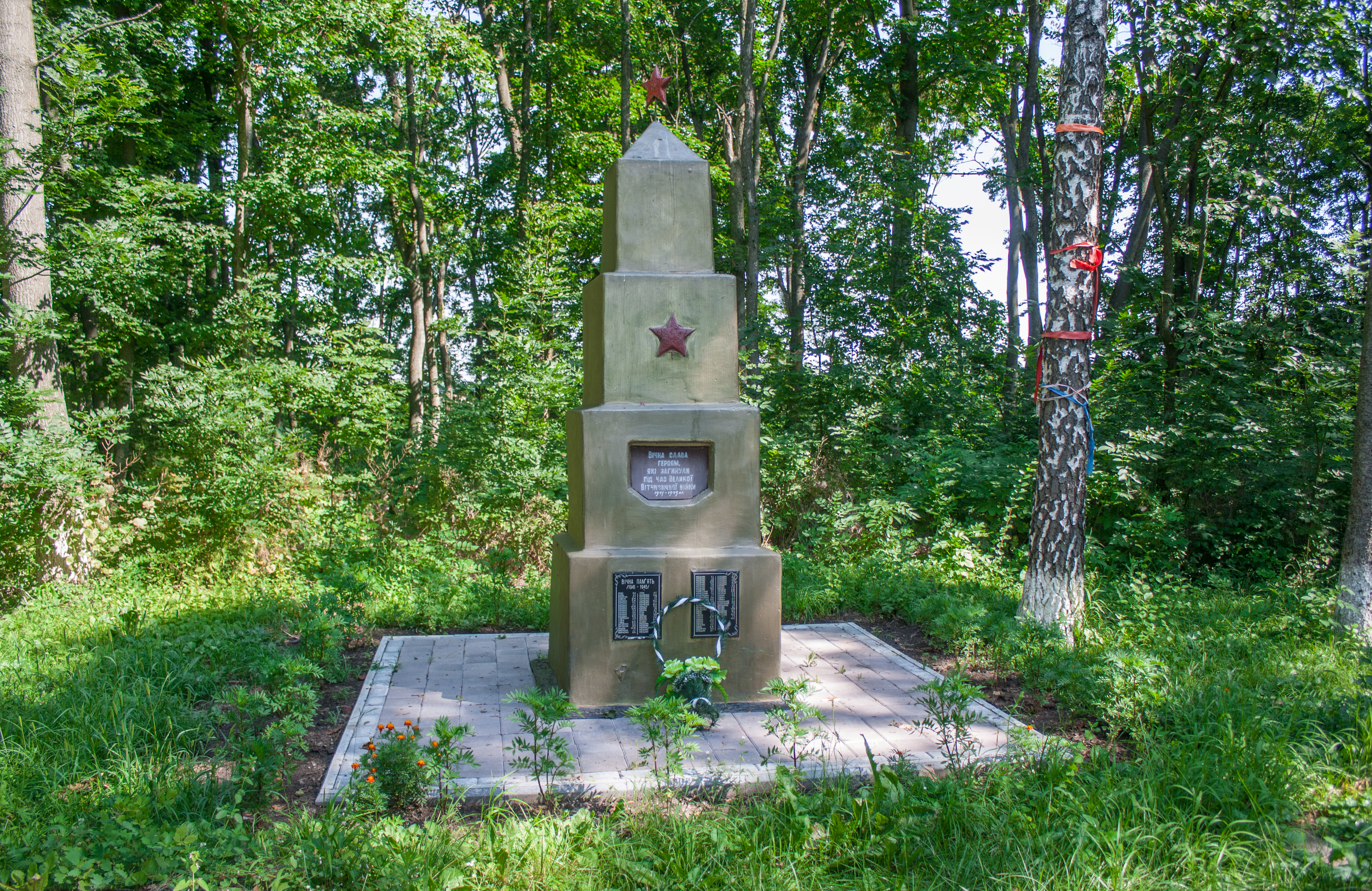
Памятник воинам-односельчанам, погибшим в Великой Отечественной войне